# Самсон-хан
Самсо́н Я́ковлевич Маки́нцев (Маканцов), более известен как Самсон-хан (1776; Российская империя — 1849; Каджарское государство) — генерал Каджарской армии, бывший вахмистр Нижегородского драгунского полка (по другим данным Борисоглебского драгунского полка).

## Биография

### Происхождение. Российская империя
Родился в 1776 году на кавказской линии, малоросc по происхождению, из солдатских детей. 24 сентября 1799 года был принят на службу в Нижегородский драгунский полк рядовым, принимал участие в Кавказских походах.

### На персидской службе
Состоя в чине вахмистра, Макинцев в 1802 году дезертировал и скрылся в Персии. Поступив наибом (поручиком) в персидский Эриванский пехотный полк, Макинцев стал активно вербовать в свою роту русских пленных и дезертиров и быстро привёл её в блестящий вид. Вскоре на полковом смотру заслужил одобрение наследного принца Аббас-мирзы и был произведён в чин явера (майора). Вскоре ему было поручено сформировать из русских дезертиров, беглых крестьян и военнопленных отдельный пехотный батальон, Макинцев принял имя Самсон-хана и получил чин серенгха (полковника). Поскольку бывшие русские военные оказались наиболее обученными и боеспособными, то русский батальон был зачислен в гвардию и развёрнут в полк, который получил наименование «бехадыран» (богатырский).
Во время русско-персидской войны (1804—1813) в сражении при Асландузе полк (200 чел.) был практически полностью уничтожен солдатами генерала П. С. Котляревского. 28 человек с «оружием в руках» попали в плен и были осуждены «кратким военным судом» («повешаны и переколоты»). Небольшая часть полка во главе с Самсон-ханом сумела вырваться из окружения. Но вскоре после битвы в русский лагерь с раскаянием явились 57 нижних чинов Троицкого пехотного полка, пленённых иранцами в битве под Султанабадом. Высочайшим манифестом они были прощены, возобновили присягу и были распределены по полкам на Кавказской линии.
По окончании войны Самсон-хан заново сформировал полк, на этот раз в него кроме дезертиров и военнопленных принимались и армяне и местные несториане. Причём агитация на службу персидскому шаху проводилась и на российской территории.
Первые дипломатические попытки вернуть русских солдат назад были предприняты в 1817 году А. П. Ермоловым, но из-за противодействия Самсон-хана окончились ничем. В 1819 году переговоры о беглецах проводил секретарь русской миссии А. С. Грибоедов, однако переговоры закончились большим скандалом. По предложению Аббас-мирзы на совещание был приглашён Самсон-хан, но Грибоедов категорически отказался его видеть: «Не только стыдно должно бы быть иметь этого шельму между своими окружающими, но ещё стыднее показывать его благородному русскому офицеру… Хоть будь он вашим генералом, для меня он подлец, каналья, и я не должен его видеть». Несмотря на провал переговоров, Грибоедову удалось в частном порядке уговорить вернуться в Россию 158 человек (до Тифлиса дошло 155 чел.). Однако судьба последних остаётся до конца не ясной. В архивных документах дело о репатриированных русских дезертирах и военнопленных не сохранилось. Из переписки Грибоедова с С. И. Мазаровичем следует полагать, что первому не удалось добиться освобождения всех репатриированных, и 80 человек (дезертиров) понесли наказание. Остальные — те, кто был взят иранцами в плен, а не дезертировал — были прощены и восстановлены в гражданских правах.
Во время персидско-турецкой войны 1821—1823 годов Самсон-хан командовал полком в сражениях у города Ван и у Топрак-кале и был произведён в генералы. Новая война Персии с Россией (в 1826—1827 годах) поставила Самсон-хана в крайнее положение. Сохранивший православие, он категорически отказался воевать против русских; согласно донесению А. С. Меншикова Самсон-хан заявил: «Мы клялись на Святом Евангелии не стрелять против своих одноверцев и клятве нашей не изменим». Тогда Аббас-мирза назначил Самсон-хана своим военным советником, а русский полк обещал держать в резерве, его возглавил перс Касум-хан. С 1828 года русский полк возглавил бежавший с кордонной линии в Армении бывший прапорщик Нашебургского пехотного полка (по другим данным — унтер-офицер) Евстафий Васильевич Скрыплев, женившийся на дочери Самсон-хана.
В 1830—1833 годах Самсон-хан руководил операциями персидской армии в Хорасане и Туркмении; в 1833 году руководил осадой и последующим взятием Герата, однако смерть Аббас-мирзы помешала успешному завершению войны с афганцами, и Самсон-хан срочно был вынужден вернуться в Тавриз. Во время персидской междоусобицы Самсон-хан поддержал наследника Мохаммеда-мирзу и после воцарения последнего возглавил его личный конвой и гвардию.
В 1835—1838 годах Самсон-хан неоднократно предпринимал военные экспедиции в Хорасан, Туркмению и Афганистан и 12 июня 1838 года был тяжело ранен при неудачном штурме Герата.
Ещё в 1837 году император Николай I, путешествуя по Кавказу, встречался с наследным персидским принцем Насер-эд-Дином и командующим войсками персидского Азербайджана Мохаммед-ханом, в разговоре с последним Николай выразил пожелание вернуть русских беглецов на родину и настаивал на роспуске русского полка. Первоначально миссия возвращения русских на родину была возложена на полномочного министра генерала И. О. Симонича и военного агента подполковника И. Ф. Бларамберга, однако после ранения Самсон-хана под Гератом и неудачных действий Симонича последний был смещён. На смену Симоничу был прислан генерал А. О. Дюгамель, Бларамбергу же велено было заниматься чисто военными наблюдениями и топографическими съёмками. Для непосредственных переговоров с Самсон-ханом и русскими дезертирами был назначен капитан Л. Л. Альбранд. Миссия Дюгамеля и Альбрандта завершилась полным успехом — практически в полном составе русский батальон во главе со своим командиром Скрыплевым согласился вернуться на родину (всего вернулось более тысячи человек, многие были с жёнами и детьми). Однако сам Самсон-хан, совершенно обоснованно опасаясь отдельного суда над собой и тяжёлого приговора, остался в Персии.

## Смерть
Последним крупным военным достижением Самсон-хана на персидском поприще стало взятие Мешхеда в 1849 году. В том же году он скончался и был похоронен в Сургюле, под алтарём сооружённой им православной церкви (после его смерти в Иране больше не существовало русских военных подразделений)

## Семья
Самсон-хан был женат трижды.
жёны
1. имя неизвестно — христианка из деревни Кизылджа, близ Салмаса в Хойском ханстве, убита Самсон-ханом за неверность.
2. Елизавета — дочь грузинского царевича Александра.
3. имя неизвестно — халдейка, умерла бездетной.

дети
От 1-го брака имел трёх дочерей. От 2-го — сын Джебраил и дочь Анна.